# Saint-Loup-de-Naud
Saint-Loup-de-Naud is een gemeente in het Franse departement Seine-et-Marne (regio Île-de-France) en telt 855 inwoners (1999). De plaats maakt deel uit van het arrondissement Provins.

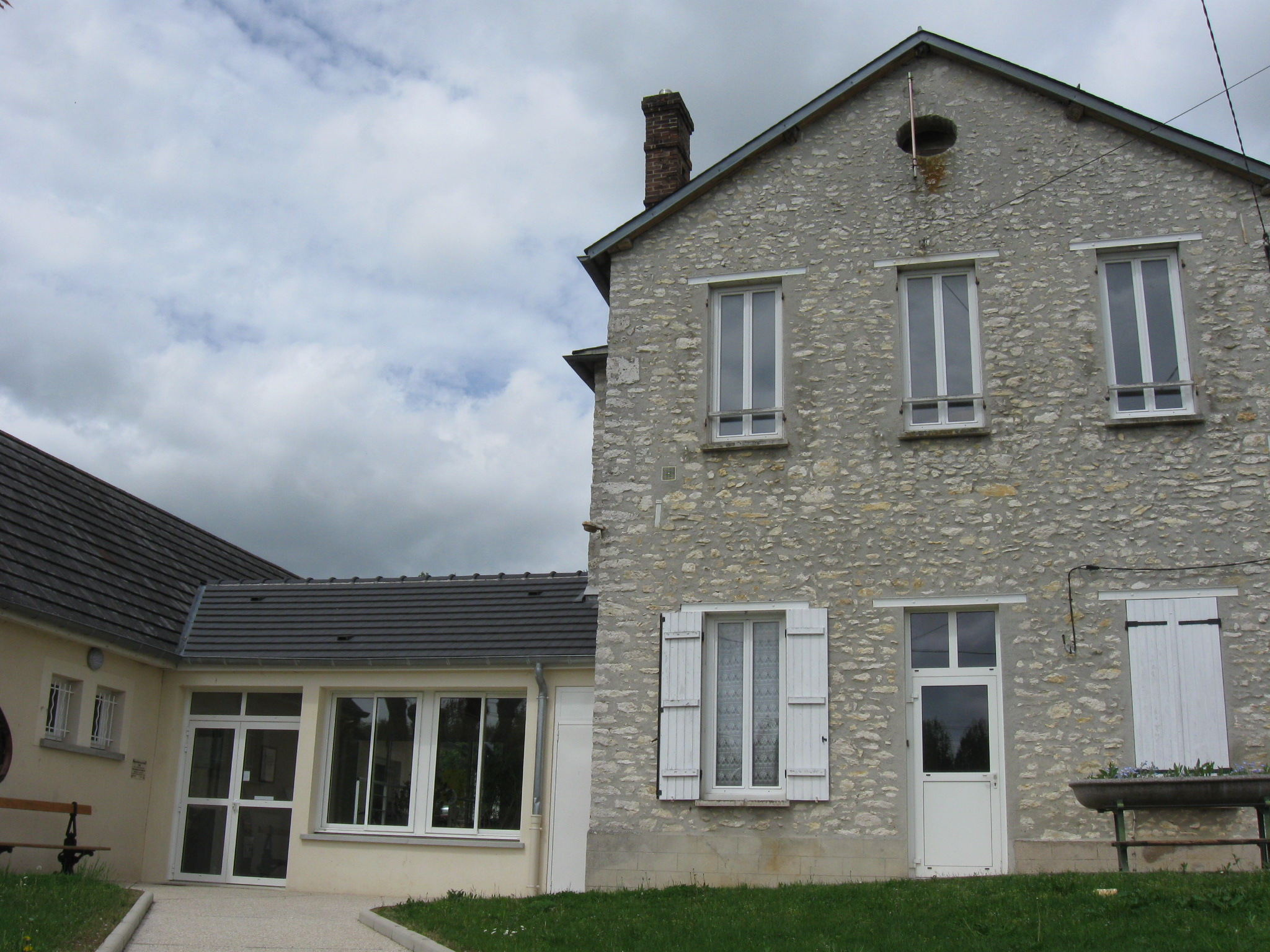
Gemeentehuis
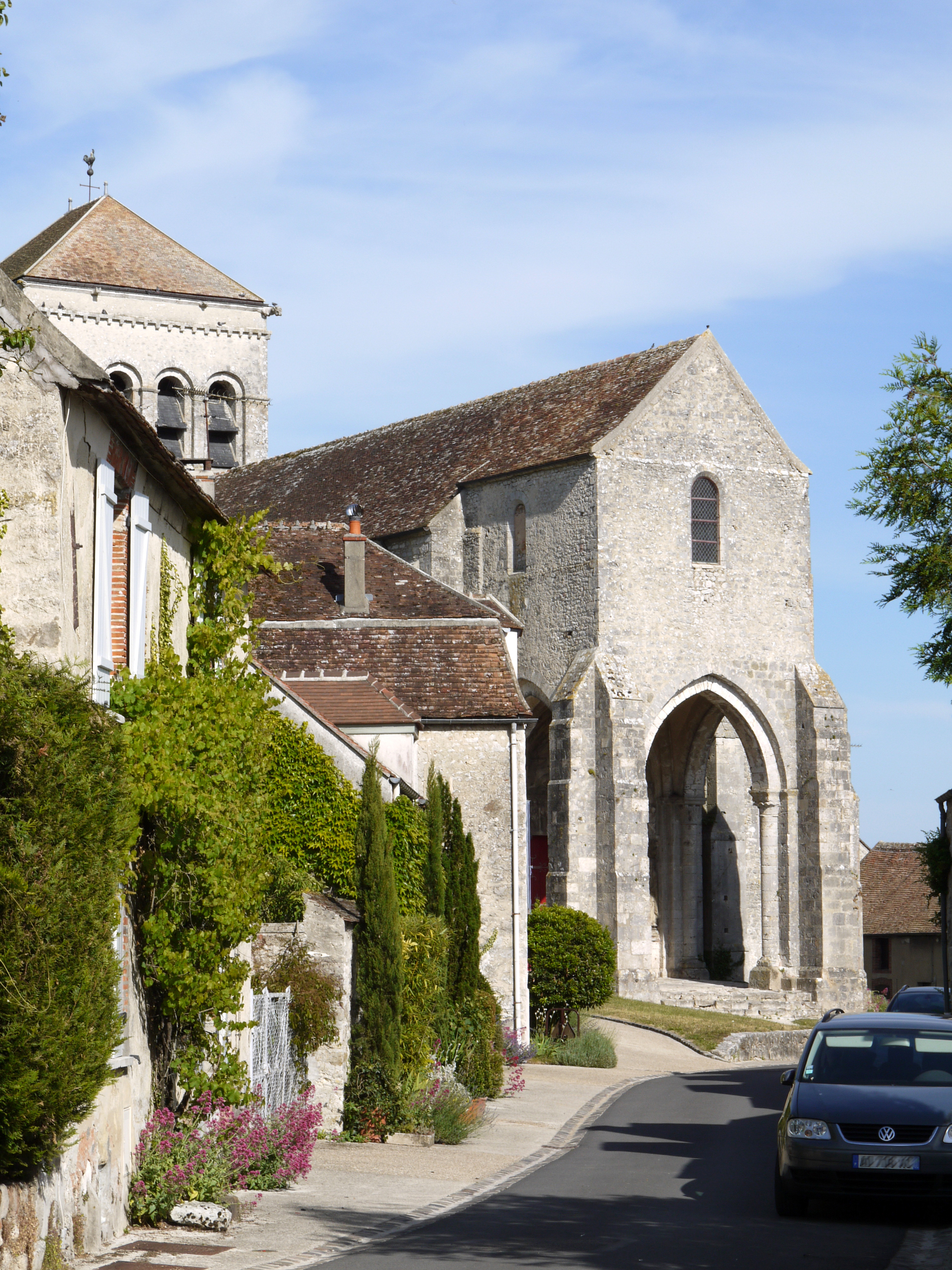
Kerk van Saint-Loup-de-Naud
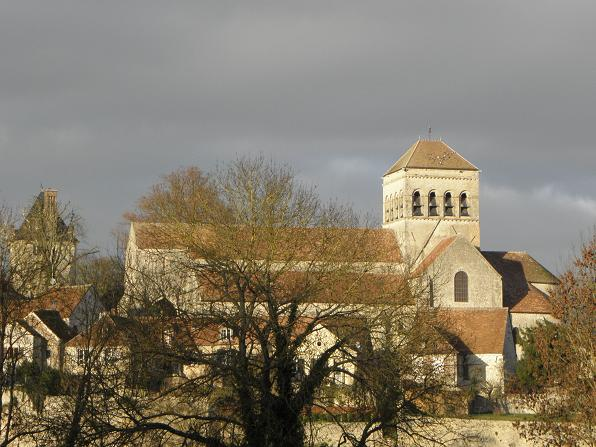
Uitzicht op Saint-Loup-de-Naud

## Geografie
De oppervlakte van Saint-Loup-de-Naud bedraagt 10,9 km², de bevolkingsdichtheid is 78,4 inwoners per km².
De onderstaande kaart toont de ligging van Saint-Loup-de-Naud met de belangrijkste infrastructuur en aangrenzende gemeenten.

## Demografie
Onderstaande figuur toont het verloop van het inwonertal (bron: INSEE-tellingen).